# Ernest Krings
Jules Ernest Gustaaf baron Krings (Mol, 29 september 1920 – Evere, 1 juli 2017) was een Belgisch magistraat. Hij was procureur-generaal bij het Hof van Cassatie van 1983 tot 1990.

## Biografie
Ernest Krings studeerde rechten, notariaat en economische en financiële wetenschappen aan de Université libre de Bruxelles en de Rijksuniversiteit Gent. Hij werd advocaat-stagiair bij de balie te Antwerpen en vervolgens substituut-procureur des Konings aldaar. Hij maakte de overstap naar het parket-generaal van het hof van beroep in Brussel in 1956 en werd in 1964 advocaat-generaal bij het Hof van Cassatie. In 1983 werd hij procureur-generaal bij het Hof, een functie die hij tot 1990 uitoefende. Ook was hij hoofd van het Parket van het Benelux-Gerechtshof.
In 1958 werd hij benoemd tot adjunct van Charles Van Reepinghen, koninklijk commissaris voor de hervorming van het Gerechtelijk Wetboek. Het duo werkte een wetboek met moderne wetgeving op het gebied van burgerlijk, handels- en sociaal procesrecht uit. In 1966 volgde hij Van Reepinghen als koninklijk commissaris op en begeleidde hij de Kamer en Senaat bij hun onderzoek naar het ontwerp van het Gerechtelijk Wetboek, dat tot wet werd aangenomen in oktober 1967. Vervolgens was hij ook verantwoordelijk voor de praktische uitvoering van het nieuwe wetboek.
Van 1960 tot 1961 was Krings kabinetschef van minister van Justitie Albert Lilar (Liberale Partij). Hij onderscheidde zich in die periode tijdens de algemene winterstakingen.
Hij gaf les aan de Industriële Hogeschool in Antwerpen en was hoogleraar fiscaal recht aan de Nederlandstalige afdeling van de Université libre de Bruxelles. Vanaf de splitsing in 1969 was hij verbonden aan de Vrije Universiteit Brussel, waar hij fiscaalrecht en gerechtelijk recht doceerde.
Van 2011 tot 2016 was Krings lid van de raad van bestuur van de Poelaertstichting.
Hij was lid van de Académie royale des sciences, des lettres et des beaux-arts de Belgique en de Koninklijke Vlaamse Academie van België voor Wetenschappen en Kunsten.
In 1993 werd hij in de erfelijke adel opgenomen met de persoonlijke titel van baron.